# Cantó d'Herblay-sur-Seine
El cantó d'Herblay-sur-Seine és un cantó francès del departament de Val-d'Oise, situat al districte d'Argenteuil. Té 3 municipis i el cap és Herblay.

## Municipis
- La Frette-sur-Seine
- Herblay-sur-Seine
- Montigny-lès-Cormeilles

## Història
| Data d'elecció                           | Identitat             | Partit      | Qualitat |
| ---------------------------------------- | --------------------- | ----------- | -------- |
| 1976-1992                                | Roger Barat           | UDF-radical |          |
| 1992-1998                                | Anne-Marie Anglade    | RPR         |          |
| 1998-2004                                | Jean-Pierre Lechalard | PS          |          |
| 2004-2011                                | Patrick Barbe         | UMP         |          |
| 2011-                                    | Nelly Léon            | PS          |          |
| les dades anteriors no són pas conegudes |                       |             |          |
|                                          |                       |             |          |